# Greer Garson
Greer Garson, CBE (właśc. Eileen Evelyn Greer Garson; ur. 29 września 1904 w Londynie, zm. 6 kwietnia 1996 w Dallas) – angielsko-amerykańska aktorka filmowa, teatralna i telewizyjna, oraz piosenkarka i filantropka. Siedmiokrotnie nominowana do nagrody Akademii Filmowej, statuetkę otrzymała za pierwszoplanową rolę w filmie Pani Miniver (1942).

## Życiorys
Od dzieciństwa zdradzała zainteresowanie przyszłością aktorską. Kształciła się na uniwersytecie w Londynie z zamiarem zostania nauczycielką, ostatecznie podjęła jednak pracę w agencji reklamowej. Udzielała się aktywnie w teatrze i została odkryta przez amerykańskiego producenta Louisa B.Meyera, który przyjechał do Londynu w poszukiwaniu talentów.
W Stanach Zjednoczonych podpisała kontrakt z wytwórnią MGM i debiutowała w filmie Żegnaj Chips (1939), zdobywając pierwszą z siedmiu nominacji do Oscara; w 1941 była ponownie nominowana za Kwiaty pokryte kurzem, a rok później zdobyła Oscara za film Pani Miniver; jest to prawdopodobnie jej najbardziej znana rola. Kolejne nominacje przypadły jej za rolę w biograficznym filmie Curie-Skłodowska, gdzie wcieliła się w polską noblistkę Marię Skłodowską-Curie, oraz za kreację w filmie Pani Parkington. W następnych latach w dalszym ciągu występowała w udanych produkcjach i sięgała po kolejne nagrody.
Po serii niepowodzeń w drugiej połowie lat 40. i latach 50. (1945: Adventure, 1947: Desire Me, 1949: The Forsyte Woman) odzyskała na krótko powodzenie w 1960, będąc ponownie nominowaną do Oscara za Sunrise at Campobello, gdzie wcieliła się w pierwszą damę Eleanor Roosevelt. Wystąpiła jeszcze m.in. w The Singing Nun (1966) i The Happiest Millionaire (1967) oraz w produkcjach telewizyjnych. W 1967 wyjechała wraz z mężem na rancho do Meksyku, gdzie zajmowała się m.in. ochroną środowiska.
Zmarła po długiej chorobie serca.
Odznaczona Komandorią Orderu Imperium Brytyjskiego (CBE).

## Filmografia
Filmy fabularne
- 1937: Twelfth Night
- 1937: How He Lied to Her Husband
- 1937: The School for Scandal
- 1939: Remember? jako Linda Bronson
- 1939: Żegnaj Chips (Goodbye, Mr. Chips) jako Katherine Chipping
- 1940: Duma i uprzedzenie (Pride and Prejudice) jako Elizabeth Bennet
- 1941: Kwiaty pokryte kurzem (Blossoms In the Dust) jako Edna Kahly Gladney
- 1941: Kiedy kobiety się spotykają (When Ladies Meet) jako Pani Claire Woodruff
- 1942: Zagubione dni (Random Harvest) jako Paula Ridgeway / Margaret Hansen
- 1942: Pani Miniver (Mrs. Miniver) jako Kay Miniver
- 1943: Curie-Skłodowska (Madame Curie) jako Maria Skłodowska-Curie
- 1944: Pani Parkington (Mrs. Parkington) jako Susie 'Sparrow' Parkington
- 1945: Adventure jako Emily Sears
- 1945: Dolina decyzji (The Valley of Decision) jako Mary Rafferty
- 1947: Desire Me jako Marise Aubert
- 1948: Julia Misbehaves jako Julia Packett
- 1949: That Forsyte Woman jako Irene Forsyte
- 1950: Drewniany koń (The Miniver Story) jako Kay Miniver
- 1951: The Law and the Lady jako Jane Hoskins
- 1953: Scandal at Scourie jako Pani Victoria McChesney
- 1953: Juliusz Cezar (Julius Caesar) jako Kalpurnia
- 1954: Her Twelve Men jako Jan Stewart
- 1955: Dziwna dama w mieście (Strange Lady in Town) jako Dr Julia Winslow Garth
- 1960: Sunrise at Campobello jako Eleanor Roosevelt
- 1963: The Invincible Mr. Disraeli jako Mary Anne Disraeli
- 1966: The Singing Nun jako Matka Przełożona
- 1967: The Happiest Millionaire jako Pani Cordelia Biddle
- 1968: The Little Drummer Boy jako Opowiadająca historię (głos)
- 1976: The Little Drummer Boy Book II jako Opowiadająca historię (głos)
- 1978: Małe kobietki (Little Women) jako Ciocia Kathryn March

## Nagrody
- Nagroda Akademii Filmowej Najlepsza aktorka pierwszoplanowa: 1943 Pani Miniver
- Złoty Glob Najlepsza aktorka w filmie dramatycznym: 1961 Sunrise at Campobello